# Helpis longichelis
Helpis longichelis là một loài nhện trong họ Salticidae.
Loài này thuộc chi Helpis. Helpis longichelis được Embrik Strand miêu tả năm 1915.